# Jack Fischer
Pour les articles homonymes, voir Fischer.
Jack D. Fischer, aussi surnommé "2fish", né le 23 janvier 1974 à Louisville dans le comté de Boulder au Colorado, est un astronaute de la NASA sélectionné en juin 2009.

## Biographie
Jack Fischer est un colonel de l'U.S. Air Force, pilote d'essai, et stagiaire en politique stratégique de l'U.S. Air Force (État Major) au Pentagone. Fischer est diplômé de l'U.S. Air Force Academy et du MIT en mécanique spatiale. Il a été sélectionné en juin 2009 dans le groupe de sélection no 20 de la NASA. Son entraînement de base s'est terminé deux ans plus tard. Jack Fischer est parti à la retraite de son métier d'astronaute le 31 mai 2018 pour rejoindre l'US Air Force.

### Mission sur l'ISS
Jack Fischer s'envole pour sa première mission le 20 avril 2017 à bord de Soyouz MS-04 avec le cosmonaute russe Fyodor Yurchikhin pour participer aux expéditions 51 et 52 de la Station spatiale internationale. Il réalise deux sorties extravéhiculaires (EVA) au cours de sa mission en compagnie de Peggy Whitson, pour un total de presque 7 h dans le vide. Jack Fischer est rentré sur Terre le 3 septembre 2017 après 135 jours dans l'espace, avec Fyodor Yurchikhin et Peggy Whitson.

## Autres photos de Jack Fischer

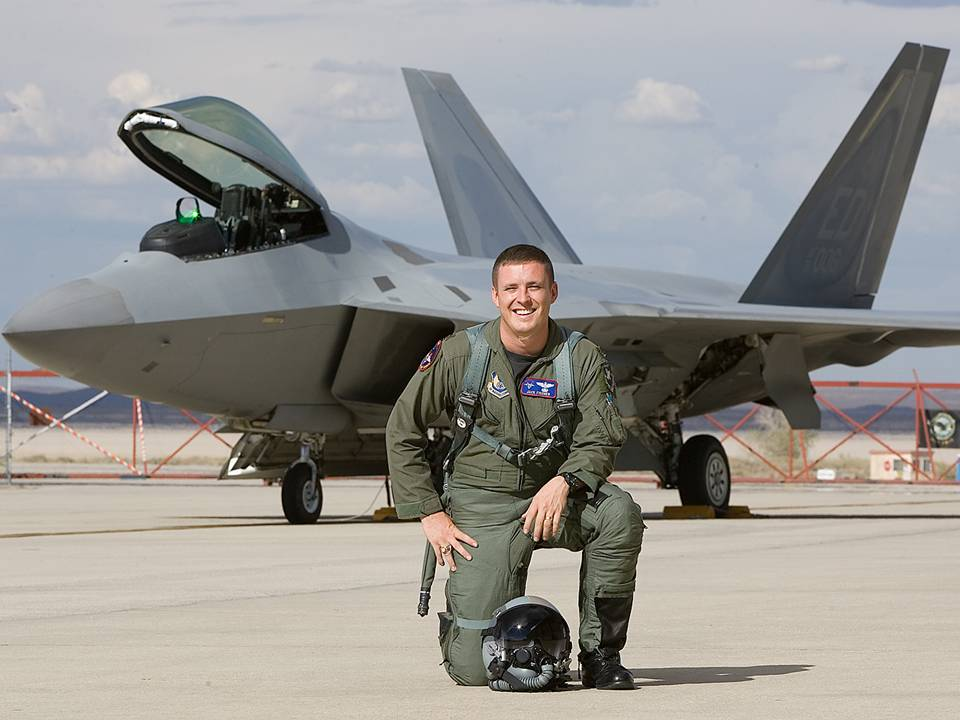
Jack Fischer pilote.
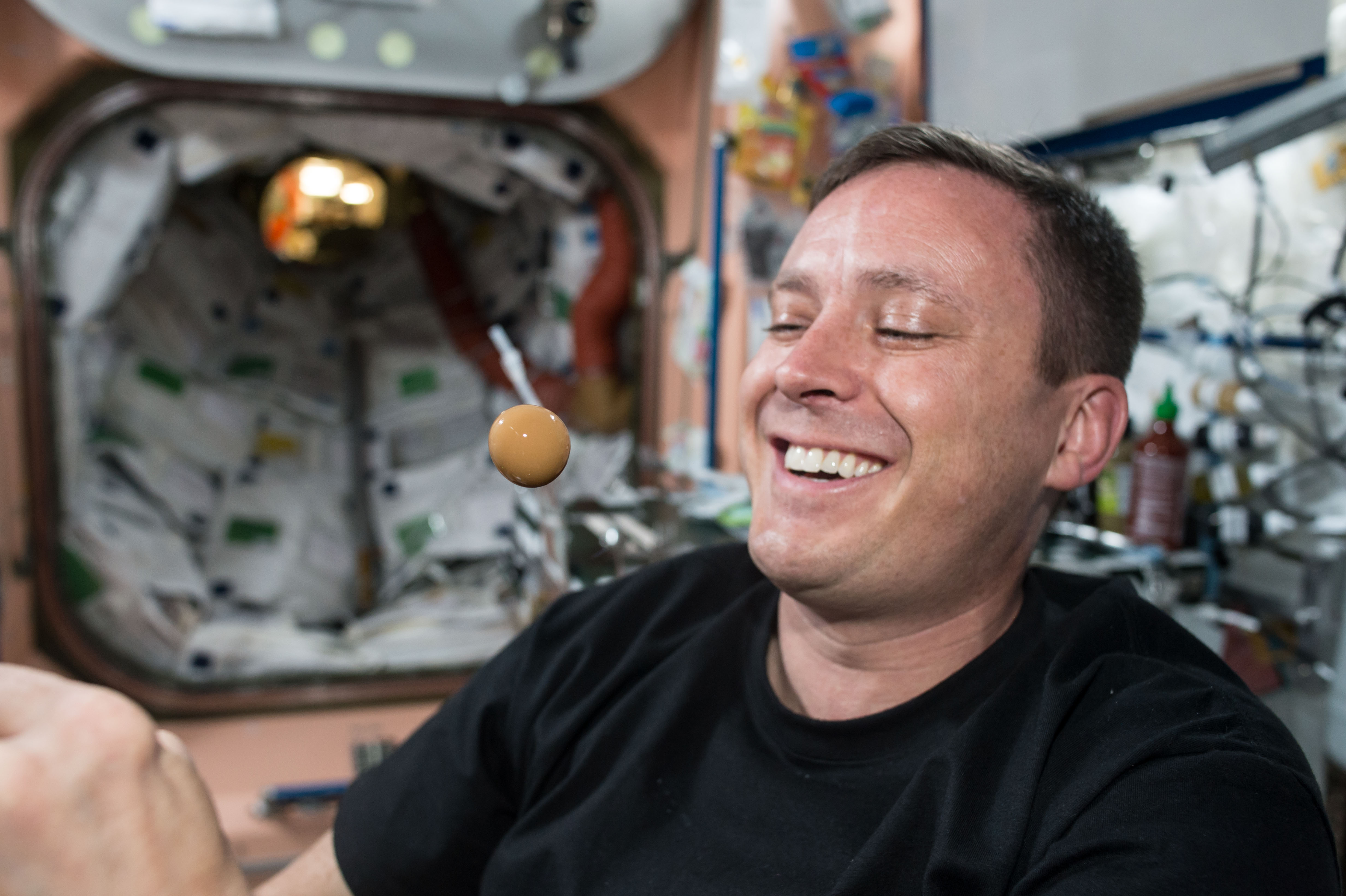
Jack Fischer jouant avec les liquides en impesanteur dans le module Unity de l'ISS.
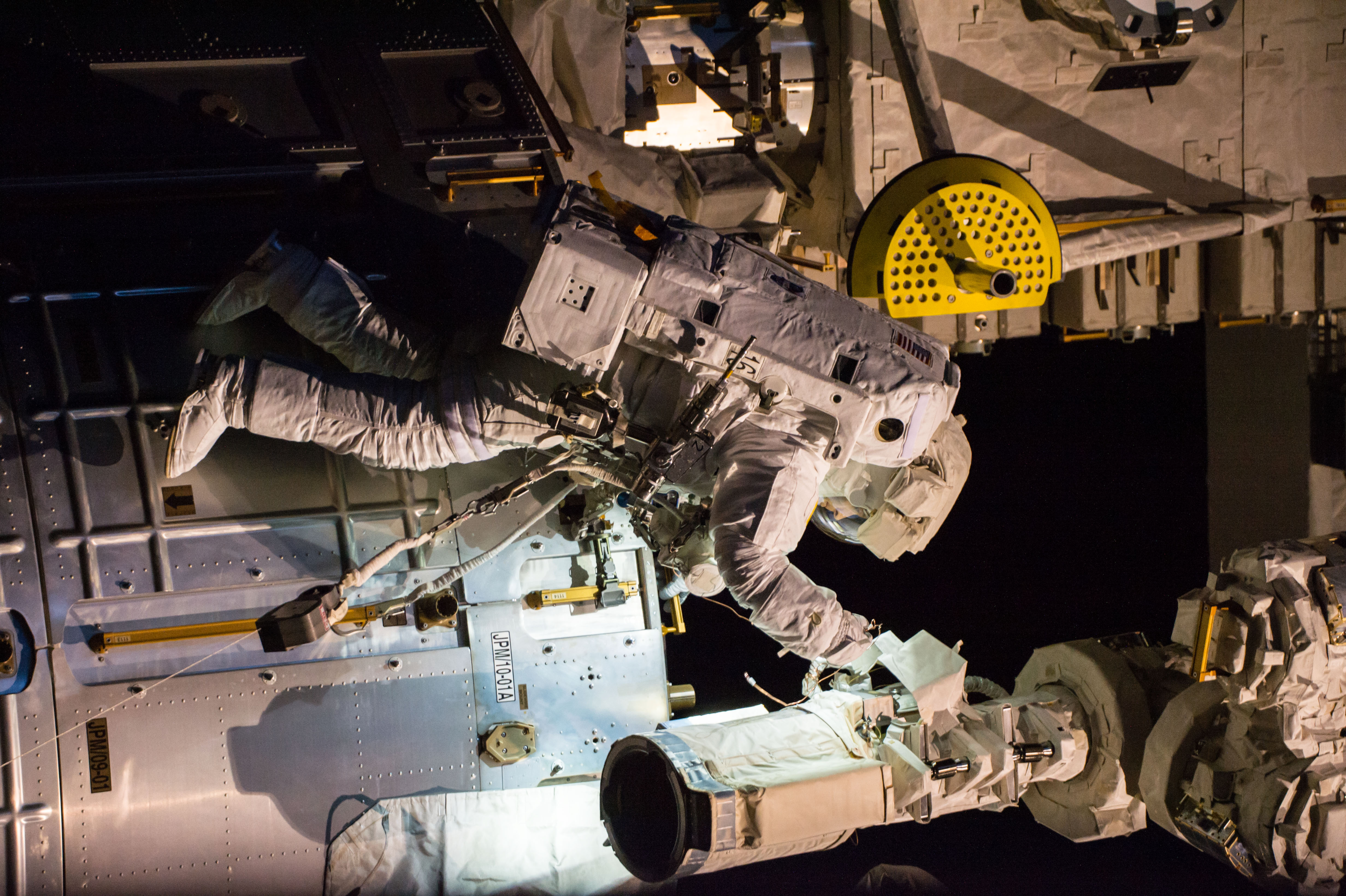
L'astronaute travaille vers le module Kibō de la station lors de sa première EVA.
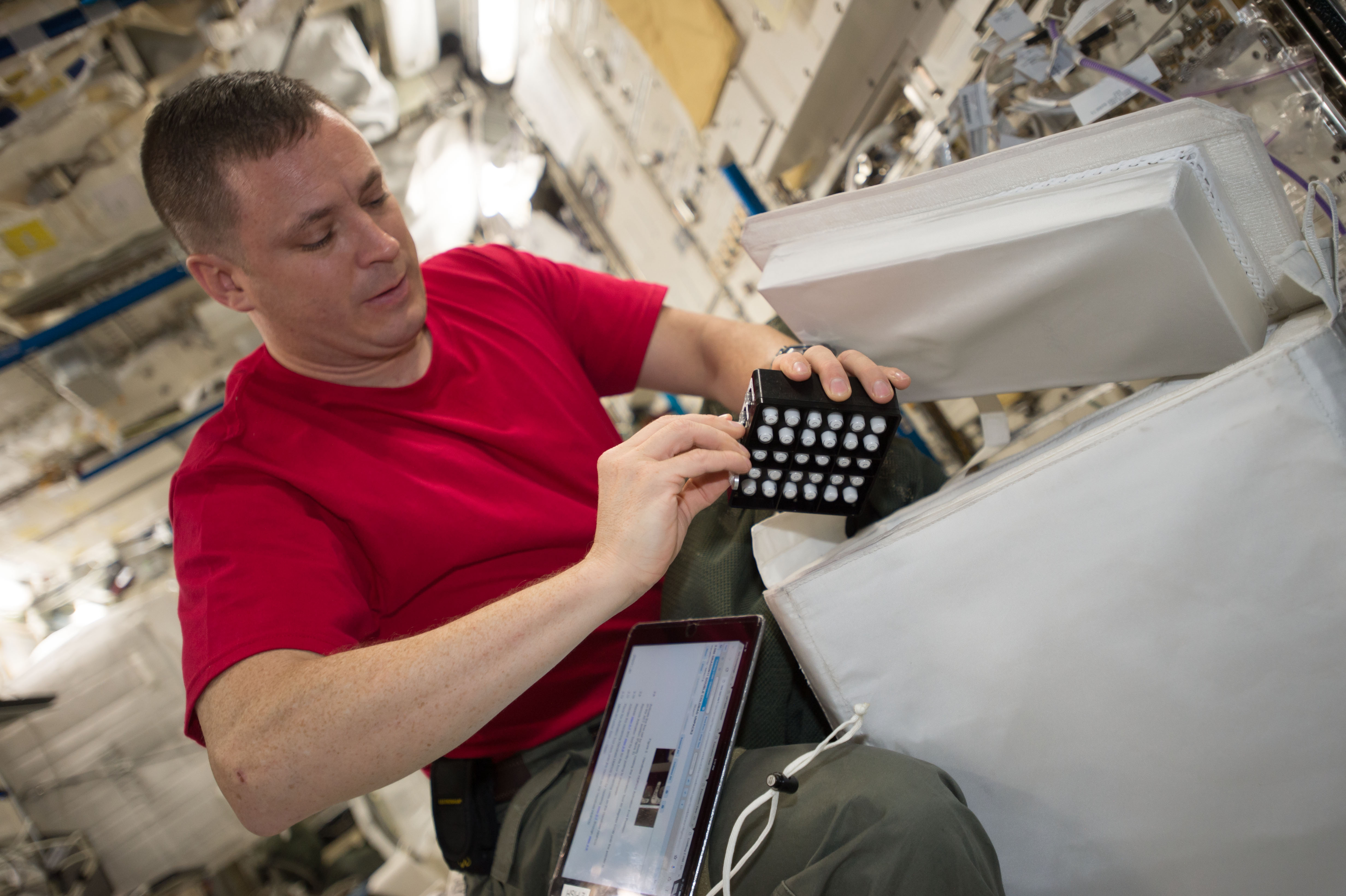
Jack Fischer vérifie une expérience scientifique dans le module Kibō.